# Шумадийски окръг
Шумадийският окръг (на сръбски: Шумадијски округ или Šumadijski okrug) е разположен в централната част на Сърбия, в историческата област Шумадия.
Населението на окръга е 298 778 души (2002), а площта му – 2387 км². Административен център е град Крагуевац.

## География
Шумадийският окръг се намира в Централна Сърбия. Има хълмист релеф и в миналото е имал много гори, откъдето идва и името на областта. На сръбски език шума означава гора. Поради близостта си до сръбската столица Шумадийски окръг има добре изградена инфраструктура.

## Административно деление
Шумадийски окръг се състои от 6 общини:
- Град Крагуевац
- Община Аранджеловац
- Община Баточина
- Община Книч
- Община Лапово
- Община Топола
- Община Рача

Град Крагуевац е разделен на 5 градски общини:
- Община Аеродрум
- Община Пивара
- Община Станово
- Община Стари град
- Община Страгари

## История
Крагуевац е най-големият град в Шумадия. Бързо се развива, след като Смедеревският санджак получава автономия от Османската империя. Така през 1833 г. в Крагуевац е основана първата сръбска гимназия, намираща се южно от Сава и Дунав.
В най-новата си история Крагуевац има тъжна участ. В началото на нацистката окупация на страната сръбски партизани разстрелват от засада германски войници. Югославската пропаганда след Втората световна война твърди, че германците при опита си да разкрият извършителите на 21 октомври 1941 г. разстрелват в града над 7000 граждани, от които около 300 деца и 18 учители от Крагуевацката гимназия, както и 15 деца на възраст от 8 до 15 години. Днес това пропагандно твърдение е опровергано, но в града има издигнат паметник от югославско време на загиналите крагуевчани по време на нацистката окупация – виж разстрели в Кралево и Крагуевац.

## Население
В окръга живеят 298 778 души според последното преброяване от 2002 година Според етническата си принадлежност населението има следния състав:
- сърби: 289 183
- черногорци: 1822
- цигани: 1606
- югославяни: 540
- македонци: 461
- хървати: 296
- мюсюлмани по националност: 189
- горани: 108
- словенци: 107
- румънци: 102
- унгарци: 75
- българи: 72
- други

## Икономика
Крагуевац е сред най-големите модерни и индустриализирани центрове на Сърбия. Най-голямото предприятие в града и окръга е заводът „Застава“, в който се произвеждат автомобилите „Юго“ и „Застава“. Други големи предприятия са фабриката „21 октомври“, която произвежда резервни части за автомобили, и консервната фабриката „Червена звезда“.

## Култура
Поради разположението му в сърцето на Сърбия град Крагуевац и околностите му имат богато културно наследство. В близост до окръжния център се намират няколко средновековни манастири:
- Благовещенски манастир Дивостин, датиращ от 18 век,
- Манастир „Свети Никола“, за който се смята, че е съществувал още преди Косовската битка (1389),
- Манастир Драча.